# Enrica Bonaccorti
Enrica Bonaccorti (Savona, 18 novembre 1949) è una conduttrice televisiva, conduttrice radiofonica, paroliera e attrice italiana.
Ha esordito nei primi anni settanta come attrice di teatro, di cinema e di prosa televisiva, collaborando anche con la compagnia di Paola Quattrini e Domenico Modugno, per il quale ha scritto diversi brani tra cui La lontananza. Attiva anche come conduttrice radiofonica, ha esordito in televisione alla Rai nel 1978 con Il sesso forte, per poi raggiungere il successo durante gli anni ottanta con programmi come Italia sera e Pronto, chi gioca?. Passata alla Fininvest, ha condotto quiz come Cari genitori e la prima edizione del varietà Non è la Rai. Nel 2019 approda a Sky Italia conducendo il programma tardo-pomeridiano Ho qualcosa da dirti, trasmesso su TV8.

## Biografia
Nasce da Ettore, ufficiale di polizia ed ex-partigiano, e Tiziana, detta Titti, scomparsa nel 2003.

### Primi anni
Nel 1965, mentre risiedeva a Sassari, partecipò ai campionati regionali di atletica vincendo la medaglia d’argento nel lancio del disco.

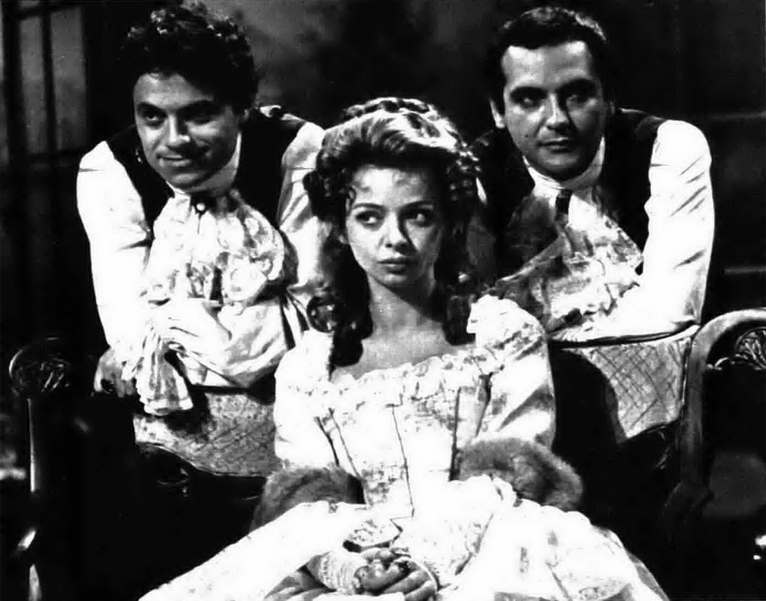
Massimo Dapporto, Enrica Bonaccorti e Toni Garrani (1975)

Dopo l'adolescenza trascorsa in diverse città – fra cui Genova e Sassari – a causa degli spostamenti del padre, ufficiale di carriera, alla fine degli anni sessanta Enrica Bonaccorti, stabilitasi a Roma, si avvicina al mondo dello spettacolo, inizialmente attraverso il teatro, partecipando allo spettacolo Alla ringhiera; successivamente viene scelta dalla compagnia di Domenico Modugno e Paola Quattrini per la messa in scena di Mi è cascata una ragazza nel piatto. Nel 1969 appare, in un ruolo non accreditato nel film Metti, una sera a cena di Giuseppe Patroni Griffi e l'anno successivo in Belle d'amore di Fabio De Agostini. 
In questo periodo si cimenta anche nel comporre testi di canzoni, alcune delle quali (come Amara terra mia e La lontananza) vengono portate al successo da Domenico Modugno. Nel 1970 prende parte a un allestimento del Plauto insieme, tra le altre, con Sandra Mondaini. La sua carriera teatrale continuerà però frammentariamente, a causa prima della nascita della figlia Verdiana (1974) e poi alla partecipazione al programma radiofonico L'uomo della notte, insieme con il poeta Alfonso Gatto.
Negli anni settanta prosegue a lavorare in televisione, recitando negli sceneggiati La pietra di Luna, per la regia di Anton Giulio Majano, Nostra dea, Oro matto, tutti del 1972, Eleonora (1973), accanto a Giulietta Masina, e L'amaro caso della baronessa di Carini (1975) di Daniele D'Anza, dove sostiene un ruolo importante. Non trascura comunque il cinema dove appare in molti film ascritti al genere della commedia sexy come Jus primae noctis, Il tuo vizio è una stanza chiusa e solo io ne ho la chiave, Beati i ricchi, Paolo il caldo, Il maschio ruspante, Film d'amore e d'anarchia - Ovvero "Stamattina alle 10 in via dei Fiori nella nota casa di tolleranza...".
In questi anni è stata sposata con Daniele Pettinari, con il quale nel 1975 ha sceneggiato il film Cagliostro. Nell'estate del 1978 debutta come conduttrice televisiva presentando il gioco a premi Il sesso forte, in tandem con il conduttore Michele Gammino. Il 1º gennaio 1979 commenta in diretta per la Rai in Eurovisione il Concerto di Capodanno di Vienna.

### Il successo televisivo
Dopo aver preso parte nel 1980 ai film Rag. Arturo De Fanti, bancario precario e Prima della lunga notte (L'ebreo fascista), si dedica esclusivamente alla televisione. Nel luglio del 1982 posa nuda per l'edizione italiana di Playboy.
Sono questi gli anni della grande affermazione come conduttrice, quando dal 1983 al 1985 assieme a Mino Damato e in seguito con Piero Badaloni conduce il primo preserale di Rai 1, Italia sera, vincitore anche di un Telegatto, ed in seguito all'abbandono di Raffaella Carrà del programma del mezzogiorno Pronto, Raffaella?, passa a condurre Pronto, chi gioca? in sostituzione di quest'ultima. Il programma ottiene uno straordinario riscontro di pubblico andando oltre le aspettative, facendo conseguire alla Bonaccorti un Telegatto ed un Oscar TV come personaggio femminile dell'anno. La trasmissione ha anche uno spin-off serale dal titolo Pronto Topolino?, programma dedicato ai più piccoli e che trasmetteva i film della Disney. La trasmissione vedeva la presenza fissa di Heather Parisi e Giancarlo Magalli. 
Dopo aver annunciato in diretta televisiva di essere incinta (gravidanza poi interrotta a causa di un aborto spontaneo), viene criticata per aver fatto uso privato di servizio pubblico, decidendo così di lasciare la Rai (avrebbe dovuto infatti condurre l'edizione 1987-1988 di Domenica in, dove venne poi sostituita da Lino Banfi); passa così su Canale 5 con una "campagna acquisti" di Silvio Berlusconi che porta in Fininvest un nutrito gruppo di volti Rai come Raffaella Carrà e Pippo Baudo, conducendo per la stagione 1987-1988 il varietà della domenica pomeriggio La giostra e la trasmissione quotidiana del preserale Ciao Enrica.
Dal settembre 1988 conduce il game-show dedicato alle famiglie Cari genitori (spin-off di Tra moglie e marito), che la riporta al successo dopo le non soddisfacenti esperienze della precedente stagione televisiva, e che presenta per tre edizioni, prima su Canale 5 nella fascia post-prandiale (dal settembre 1988 al gennaio 1991) e in seguito su Rete 4, in orario tardo pomeridiano (dal gennaio al giugno 1991). Il programma avrà, visto il successo ottenuto, anche un'edizione estiva nel preserale di Canale 5 nel 1989.

### Anni novanta
Nel 1991 torna brevemente alla recitazione con il film Faccione di Christian De Sica in cui interpreta un cameo nel ruolo di sé stessa.
Il 9 settembre 1991 inaugura la diretta televisiva delle reti Fininvest conducendo Non è la Rai, trasmissione del mezzogiorno di Canale 5, nell'ambito della quale si ricongiunge con Gianni Boncompagni e Irene Ghergo (già regista e autori di Pronto, chi gioca?) e che conduce per l'intera stagione televisiva presentandone anche diversi speciali e spin-off, tra cui la serata di Capodanno 1991-1992.
Nell'ambito di questa trasmissione si ricorda un presunto caso di truffa televisiva che la vede protagonista: il 31 dicembre 1991 una concorrente, tale Maria Grazia da Bassano in Teverina, che chiamava da casa per partecipare al gioco del cruciverbone in diretta, dopo aver scelto una fila di sette caselle completamente vuota, fornisce la risposta esatta (la parola "eternit") prima che sia stata letta la definizione corrispondente. Tale fatto suscita le ire della conduttrice, che accusa la spettatrice di imbroglio e chiude la telefonata. Successivamente, il processo a carico della signora Maria Grazia si concluderà con l'assoluzione dell'imputata per insufficienza di prove. In seguito la Bonaccorti rivelerà di essere stata rimproverata dai vertici dell'azienda per non aver glissato sull'accaduto.
Nel 1992 è la presentatrice che dà la linea alla prima edizione del TG5 delle ore 13, che segue Non è la Rai. Lascia la trasmissione affermando di voler condurre un programma meno complicato e di stampo giornalistico. Sempre nel 1992 conduce, assieme a Red Ronnie, anche la kermesse musicale estiva Vota la voce, trasmessa su Canale 5 in prima serata.
Nel 1993 conduce in prima serata su Canale 5 il varietà Seratissima e la prima edizione di Canzoni spericolate, che ottiene un buon successo, toccando i sei milioni di telespettatori. Nel 1995 passa su Rete 4 con la conduzione di Cuori d'oro, insieme con Tiberio Timperi; nell'estate 1998 presenta, in coppia con Claudio Lippi, il programma Strada facendo, trasmissione antologica di Canale 5 in onda nel pomeriggio della domenica e dedicata alla storia della rete televisiva, in occasione dei suoi primi vent'anni di vita (venivano conteggiati infatti anche gli anni 1978 e 1979, in cui l'emittente si chiamava Telemilano 58 ed era ancora di carattere locale) per poi tornare in Rai nel cast dell'edizione 1999-2000 de I fatti vostri su Rai 2, accanto a Massimo Giletti. 
Nel frattempo, nel 1997 torna in radio per condurre due edizioni della storica trasmissione Chiamate Roma 3131 su Rai Radio 2 che le fa vincere diversi premi. 
Alla seconda metà degli anni novanta risale anche la sua attività come editorialista per varie testate: per il mensile Noi donne, per il supplemento de Il Corriere della sera, Sette, per il quale tiene la rubrica Il francobollo e per il settimanale Oggi, per il quale scrive un lungo reportage dal Ruanda..

### Anni duemila
Dal 2000 al 2006 è ospite fissa di Buona Domenica con Maurizio Costanzo, trasmissione nella quale conduce anche uno spazio dedicato agli animali, divenuto poi, visto il successo, una trasmissione autonoma, in onda durante la stagione estiva nel primo pomeriggio domenicale, su Canale 5 (dal 2001 al 2003) e in seguito su Rete 4 il sabato mattina (dal 2004 al 2006) con il titolo Il mio migliore amico. Nello stesso periodo presenta tre edizioni consecutive del Festival di Napoli dal 1999 al 2001, trasmesso sempre su Rete 4. 
Parallelamente torna in teatro, facendosi apprezzare in Venditori d'anime di Alberto Bassetti, a circa cinque anni dal successo di Malemamme di Enrico Vaime, che l'aveva vista recitare in coppia con Simona Marchini.
Dal 5 novembre 2006 torna in Rai per condurre su Rai Radio 1 il programma Ipocrity Correct, tutte le domeniche alle 13:30, seguito nell'estate del 2007 da Punto sette il sabato dalle 14:00 alle 19:00. Dal 24 settembre 2007 al 29 giugno 2012, dal lunedì al venerdì, dalle 17:40 alle 19:00, conduce, sempre su Rai Radio 1, Tornando a casa, programma di successo in ben cinque edizioni. Nel 2007 esordisce come scrittrice: il suo primo romanzo, La pecora rossa, è edito da Marsilio.

### Anni duemiladieci
Nel 2010 pubblica, sempre con l'editore Marsilio, il suo secondo romanzo: L'uomo immobile. Negli anni seguenti fa parte del cast degli opinionisti di molti talk show Rai e Mediaset come Domenica Live (ma solamente durante la conduzione di Alessio Vinci nell'ottobre 2012), Verdetto finale, La vita in diretta, Estate in diretta e Mattino Cinque. Nel 2017 è presente come opinionista alternativamente in Rai, nelle trasmissioni Storie italiane e La vita in diretta e a Mediaset, nella trasmissione Mattino Cinque.
Nel 2015, per il ciclo "Incontri con la storia", è protagonista al teatro Carcano di Milano di: Marie Curie: colpevole o innocente?.
Dal 27 ottobre 2017 ritorna in radio (su Rai Radio 2) come ospite, ogni venerdì alle 23:33 della trasmissione MeAnziano You TuberS che vuole essere un luogo di confronto tra le generazioni giovani e quelle più mature. 
Nel 2018 le viene assegnato il premio "Microfono d'oro" alla carriera, per la sua attività radiofonica. 
Nella primavera 2019 è opinionista fissa della trasmissione di Canale 5 Live - Non è la D'Urso, ruolo che continua a ricoprire nell'autunno dello stesso anno. Nella stagione 2019-2020 torna dopo molti anni alla guida di un programma quotidiano, conducendo Ho qualcosa da dirti, trasmissione del tardo pomeriggio di TV8 in 60 puntate, e nello stesso periodo pubblica il suo terzo romanzo, Il condominio, edito da Baldini+Castoldi che ottiene un buon riscontro di critica e di pubblico.

### Anni duemilaventi
Nel 2021 è tornata alla recitazione, diretta da Stefano Sardo nel film Una relazione, presentato al Festival del cinema di Venezia 2021.
Nel 2022 pubblica il suo quarto romanzo, Condominio addio!, edito da Baldini+Castoldi, seguito del precedente Il condominio.

### Musica
È stata autrice dei testi di alcune famose canzoni: La lontananza e Amara terra mia, celebri successi di Domenico Modugno da lui stesso sviluppati ed elaborati, Nostra dea (la prima canzone da lei firmata) cantata da Rossella Falk, Rimmel & Cipria delle Sorelle Bandiera.
È anche l'autrice del testo di Miss Manhattan, brano dance cantato dalla cantante Sharon Russell, interpretato dai Metropole, band formata da Al Festa, Claudio Giusti e Francesco Puccioni, quest'ultimo, giovane cantautore alla prima esperienza artistica presto noto con il nome di Mike Francis. Sulla copertina del vinile è accreditata come "E.Bonacorti", con una sola "c".
Ha cantato Buongiorno a tutte quante le mamme, una canzone per bambini scritta da lei e Giovanni Ullu, con musiche di Paolo Ormi, nella puntata di Natale del 1985 della trasmissione Pronto, chi gioca?. Il brano però non è mai stato inciso su disco.

## Vita privata
È stata sposata con Daniele Pettinari, con il quale ebbe la figlia Verdiana Pettinari. È stata legata sentimentalmente a diversi uomini: Michele Placido, Arnaldo Del Piave, Carlo Di Borbone, Francesco Villari e Renato Zero. È molto legata a Monte Argentario, dove possiede una residenza da decenni. È atea. Nella puntata del 20 agosto 2020 di Io e te ha ammesso di soffrire di prosopagnosia, malattia che non le permette di riconoscere i volti e di ricordarli.

## Filmografia

### Attrice

#### Cinema
- Metti, una sera a cena regia di Giuseppe Patroni Griffi (1969)
- Belle d'amore, regia di Fabio De Agostini (1970)
- Jus primae noctis, regia di Pasquale Festa Campanile (1972)
- Il tuo vizio è una stanza chiusa e solo io ne ho la chiave, regia di Sergio Martino (1972)
- Beati i ricchi, regia di Salvatore Samperi (1972)
- Paolo il caldo, regia di Marco Vicario (1973)
- Il maschio ruspante, regia di Antonio Racioppi (1973)
- Film d'amore e d'anarchia - Ovvero "Stamattina alle 10 in via dei Fiori nella nota casa di tolleranza...", regia di Lina Wertmüller (1973)
- Rag. Arturo De Fanti, bancario precario, regia di Luciano Salce (1980)
- Prima della lunga notte (L'ebreo fascista), regia di Franco Molè (1980)
- Faccione, regia di Christian De Sica (1991)
- Una relazione, regia di Stefano Sardo (2021)

#### Televisione
- La pietra di Luna, regia di Anton Giulio Majano (1972)
- Nostra dea, regia di Silverio Blasi (1972)
- Oro matto, regia di Raffaele Meloni (1972)
- Eleonora, regia di Tullio Pinelli (1973)
- L'amaro caso della baronessa di Carini, regia di Daniele D'Anza (1975)
- Ella si umilia per vincere ovvero gli equivoci di una notte, regia di Mario Landi (1975)
- A casa, una sera..., regia di Mario Landi (1976)

### Sceneggiatrice
- Cagliostro, regia di Daniele Pettinari (1975)

## Teatro
- Alla ringhiera, regia di Franco Molè (1969)
- Mi è cascata una ragazza nel piatto (1970)
- Plauto (1970)
- Le preziose ridicole, regia di Mirto Storni (1976)
- Malemamme, regia di Guido Torlonia (1995-1997)
- Venditori d'anime, regia di Marco Maltauro (2002-2003)
- Marie Curie: colpevole o innocente? (2015)

## Programmi televisivi
- Il sesso forte (Rete 2, 1978)
- Concerto di Capodanno di Vienna (Rete 1, 1979)
- Stelle, Stellette (Rete 1, 1979)
- Sereno Variabile (Rete 2, 1979)
- Chiamata urbana urgente per il numero... (Rete 1, 1980)
- Buonasera con... Mondiale! (Rete 2, 1982)
- Italia sera (Rai 1, 1983-1985)
- XXXVIII Maschera d'argento (Rai 1, 1983)
- Moda Italia (Rai 1, 1983)
- TuttoCinema – Biennale di Venezia '85 (Rai 3, 1985)
- Pronto, chi gioca? (Rai 1, 1985-1987)
  - Pronto Topolino? (Rai 1, 1987)
- Donna sotto le stelle (Rai 1, 1986)
- Ciao Enrica (Canale 5, 1987-1988)
- La giostra (Canale 5, 1987-1988)
  - Ok Bimbi! (Canale 5, 1987-1988)
- Golden Circus (Canale 5, 1988)
- Cari genitori (Canale 5, 1988-1991; Rete 4, 1991)
  - Cari genitori Estate (Canale 5, 1989)
- Genova, Colombo, e... (Canale 5, 1989)
- Io sto con la natura (Canale 5, 1990)
- Amore è... (Canale 5, 1991)
- Non è la Rai (Canale 5, 1991-1992)
  - Capodanno con Non è la Rai (Canale 5, 1991-1992)
  - Gran ballo delle debuttanti (Canale 5, 1992)
- Vota la voce (Canale 5, 1992)
- Galà per Rossella (Canale 5, 1992)
- Giù la maschera (Canale 5, 1993)
- Seratissima (Canale 5, 1993)
- Canzoni spericolate (Canale 5, 1993)
- Serata internazionale della danza (Telemontecarlo, 1994)
- Cuori d'oro (Rete 4, 1995)
  - Il cuore d'oro dell'anno (Rete 4, 1995)
- La sposa di Amalfi (Telemontecarlo, 1995)
- Napoli prima e dopo (Rai 1, 1996-1997)
- La partita del cuore (Rai 1, 1997)
- Strada facendo (Canale 5, 1998)
- Festival di Napoli (Rete 4, 1999-2001)
- I fatti vostri (Rai 2, 1999-2000)
- Buona Domenica (Canale 5, 2000-2006) Ospite fissa
- Il mio migliore amico (Canale 5, 2001-2003; Rete 4, 2004-2006)
- Il corpo dell'amore (Rai 3, 2019)
- Ho qualcosa da dirti (TV8, 2019-2020)

### Partecipazioni come opinionista
- Domenica Live
- Verdetto finale
- Estate in diretta
- La vita in diretta (Rai 1, 2018-2020, 2024)
- Live - Non è la D'Urso (Canale 5, 2019-2021)
- Pomeriggio Cinque (Canale 5, 2020)
- Storie italiane (Rai 1, 2020)
- Mattino Cinque (Canale 5, 2020)
- Zona Bianca (Rete 4, 2022)
- ItaliaSì (Rai 1, 2020; 2022-2024)

## Radio
- Per chi suona la campana? (Rai Radio 2, 1975, 1977)
- L'uomo della notte (Rai Radio 2, 1975)
- Il Mattiniere (Rai Radio 2, 1976)
- CaraRai (Rai Radio 2, 1975-1976)
- Stanotte, Stamane (Rai Radio 1, 1977-1978)
- Carta Bianca (Rai Radio 1, 1981)
- Stasera a Via Asiago 10 (Rai Radio 2, 1997)
- Chiamate Roma 3131 (Rai Radio 2, 1997-1998)
- Ipocrity Correct (Rai Radio 1, 2006)
- Punto sette (Rai Radio 1, 2007)
- Tornando a casa (Rai Radio 1, 2007-2012)
- MeAnziano You TuberS (Rai Radio 2, 2017-2018) Ospite fissa

## Libri
- La pecora rossa, Venezia, Marsilio, 2007, ISBN 978-88-317-9334-6.
- L'uomo immobile, Venezia, Marsilio, 2010, ISBN 978-88-317-0570-7.
- Il condominio, Milano, Baldini+Castoldi, 2019 ISBN 978-88-938-8232-3.
- Condominio addio!, Milano, Baldini+Castoldi, 2022, ISBN 978-88-93884-23-5.

## Pubblicità
- Colgate (1980)
- Lines (concorso abbinato al quiz Pronto, chi gioca?) (1985)
- Upim (1986-1987)

## Riconoscimenti
- 1975 Premio "Maschera d'argento" per la radio per Per chi suona la campana?
- 1984 Telegatto come miglior trasmissione di attualità e cultura per Italia sera
- 1986 Premio Regia Televisiva come personaggio televisivo femminile dell'anno
- 1986 Premio Regia Televisiva per Pronto, chi gioca?
- 1986 Telegatto come miglior trasmissione di talk-show per Pronto, chi gioca?
- 1987 Telegatto come personaggio televisivo femminile dell'anno
- 1997 Premio Guidarello per il Giornalismo d'autore, sezione radio, per Chiamate Roma 3131
- 1998 Premio Penne Pulite, per Chiamate Roma 3131
- 1998 Premio Internazionale Flaiano, sezione televisione e radio, per Chiamate Roma 3131
- 2018 Microfono d'oro per la sua carriera radiofonica
- 2024 Premio Elena Marinucci, ritirato in Senato
- 2025 Premio Antenna d'oro per la TV, consegnato in Campidoglio